# Zeroville
Zeroville is een Amerikaanse dramedy uit 2019 onder een regie van James Franco. Hoofdrollen worden gespeeld door Franco, Megan Fox, Seth Rogen, Joey King, Danny McBride, Craig Robinson en Jacki Weaver. De film is gebaseerd op het gelijknamige boek van auteur Steve Erickson.
De film werd initieel aangekondigd in maart 2011, maar het filmen zelf startte pas in oktober 2014. Door het faillissement van distributeur Alchemy werd de film pas uitgeven op 20 september 2019 door distributeur myCinema. De film kreeg voornamelijk negatieve recensies.

## Synopsis
De film speelt zich af aan het einde van de jaren zestig. Ikee is een vierentwintigjarige student in de architectuur. Geïnspireerd door een aantal films reist hij naar Hollywood. De kale Ikee, met een tatoeage van Montgomery Clift en Elizabeth Taylor op zijn afgeschoren hoofd, maakt indruk op heel wat mensen om hem heen. Hij neemt een baan in de filmindustrie: eerst als ontwerper en daarna als monteur. Gedreven door de allure van de filmindustrie droomt hij over een goede toekomst, maar deze eindigt in een tragedie en met een vreselijke ontdekking.

## Rolverdeling
| Acteur                      | Personage                   |
| --------------------------- | --------------------------- |
| James Franco                | Ikee                        |
| Megan Fox                   | Soledad Paladin             |
| Seth Rogen                  | Viking Man                  |
| Joey King                   | Zazi                        |
| Melody Veronica Vetter Cole | jonge Zazi                  |
| Cadence Clara Vetter Cole   | jonge Zazi                  |
| Jacki Weaver                | Dotty                       |
| Dave Franco                 | Montgomery Clift            |
| Craig Robinson              | dief                        |
| Vince Jolivette             | financier                   |
| Scott Reed                  | producer                    |
| Gus Van Sant                | curator van het filmarchief |
| Danny McBride               | Slim                        |
| Mike Starr                  | Burly                       |
| Marc Edouard Leon           | Hippie Dude                 |
| Nick Buda                   | Roosevelt Clerk             |
| Jack Kehler                 | directeur                   |
| Tyler Danna                 | Arthur Hiller               |
| Mia Serafino                | Ali MacGraw                 |
| Jason Fox                   | Ryan O'Neal                 |
| Shane Palmerton             | Studio A.D.                 |
| Horatio Sanz                | Francis Ford Coppola        |
| Ryan Moody                  | George Lucas                |
| Chris Messina               | Brian De Palma              |
| Kevin Makely                | Steven Spielberg            |
| Mino Mackic                 | Marlon Brando               |
| Thomas Ian Nicholas         | Martin Scorsese             |
| Derek Waters                | Paul                        |
| Nanghana                    | Foxy Brown                  |
| Jacob Leob                  | Iggy Pop / Darby Crash      |
| Nina Ljeti                  | Patti Smith                 |
| Scott Haze                  | Charles                     |
| Tim Blake Nelson            | professor Kohn              |
| Wim Wenders                 | Larry                       |

## Nominaties en prijzen
| Prijs                   | Datum uitreiking | Categorie           | Ontvangers of genomineerden | Uitslag         |
| ----------------------- | ---------------- | ------------------- | --------------------------- | --------------- |
| Golden Raspberry Awards | Nog te bepalen   | Slechtste regisseur | James Franco                | Nog niet bekend |
| Golden Raspberry Awards | Nog te bepalen   | Slechtste acteur    | James Franco                | Nog niet bekend |
| Golden Raspberry Awards | Nog te bepalen   | Slechtste bijrol    | Seth Rogen                  | Nog niet bekend |